# Nicolas Lebègue
Nicolas-Antoine Lebègue (1631 – 6 de julio de 1702) fue un compositor francés del Barroco, organista y clavecinista. Aunque fue un compositor innovador y bastante popular durante su vida, su música se interpreta o graba raramente hoy día. Es quizá más recordado por haber sido profesor del también organista y compositor Nicolas de Grigny, notable contemporáneo de François Couperin.
Poco se sabe acerca de la juventud y formación de Lebègue. Se sabe que en 1656 vivía en París y que en 1661 era ya conocido como el famoso organista parisino. De hecho, las copias que sobreviven de sus obras son mucho más numerosas que las de otros compositores para órgano de la época, dado que aparentemente era un músico muy aclamado. A partir de 1664 es organista en la iglesia de Saint-Merry, y ocupa tal puesto hasta su muerte en 1702. Publicó tres livres d'orgue ("libros para órgano") que, de acuerdo con sus prefacios, fueron diseñados para mostrar cómo tocaban los organistas profesionales de París. Lebègue escribió en los ocho modos eclesiásticos, siguiendo la tradición de los maestros del órgano del Renacimiento, como Jean Titelouze, pero las obras de Lebègue ya tienden hacia la tonalidad moderna. Cultivó los tipos de piezas clásicas francesas para órgano (Plein jeu, Tierce en taille, Echo, Dessus de Cromhorne, etc.) que son estándar en todos los otros compositores franceses para órgano del período, pero además parece ser un importante eslabón entre los organistas del Renacimiento y Johann Sebastian Bach, que copió a mano el Livre d'Orgue ("Libro para órgano") de De Grigny.

## Obras

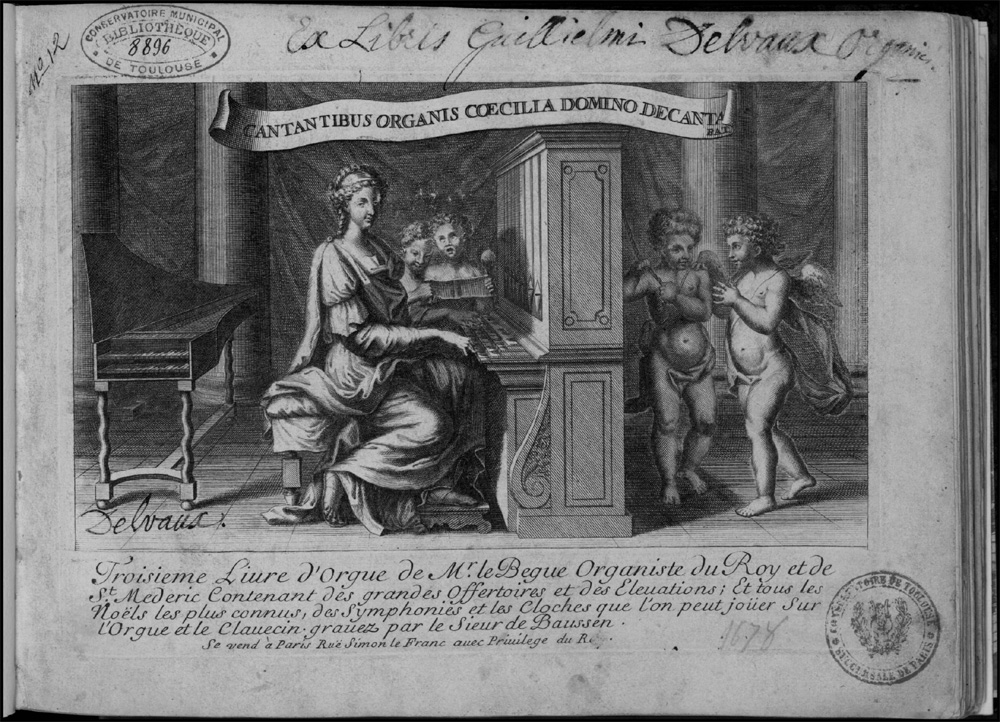
Portada interior del Troisieme livre d'orgue.

Lebègue fue el primer compositor francés en aplicar el término suite a colecciones de danzas para clavecín y uno de los primeros en componer suites para órgano. Asimismo contribuyó al desarrollo del preludio sin barras de compás, introduciendo el uso de diferentes valores de nota en tales piezas, así como añadiendo explicaciones de cómo tocar estas particulares piezas. El primer preludio sin barras de compás que se publicó aparece en las Pièces de clavessin de Lebègue, en 1677.
Entre las obras que han sobrevivido se incluyen:
- 1.er livre d'orgue, publicado en 1676: contiene 8 suites para órgano en el octavo modo.
- 2e livre d'orgue, publicado en 1678: contiene arreglos para órgano para una misa y un Magníficat.
- 3e livre d'orgue, publicado en 1685: contiene piezas variadas para órgano.
- Dos volúmenes de "Piezas para clavecín" (Pièces de clavecin), publicadas en 1677 y 1687: algunas de estas piezas fueron, durante algún tiempo, falsamente atribuidas a Dieterich Buxtehude.